# Amblyeleotris diagonalis
Amblyeleotris diagonalis là một loài cá biển thuộc chi Amblyeleotris trong họ Cá bống trắng. Loài cá này được mô tả lần đầu tiên vào năm 1979.

## Từ nguyên
Tính từ định danh diagonalis trong tiếng Latinh nghĩa là "xiên, chéo", hàm ý đề cập đến các dải sọc xiên màu nâu đỏ trên cơ thể loài cá này.

## Phạm vi phân bố và môi trường sống
A. diagonalis có phân bố trải dài trên Ấn Độ Dương - Thái Bình Dương, bao gồm cả Biển Đỏ và vịnh Ba Tư, từ Đông Phi về phía đông đến quần đảo Solomon, giới hạn phía bắc đến quần đảo Ryukyu (Nhật Bản), phía nam đến rạn san hô Great Barrier và Nouvelle-Calédonie.
A. diagonalis sống trên dốc cát của đầm phá và rạn san hô ngoài khơi, độ sâu khoảng 6–46 m.

## Mô tả
Chiều dài cơ thể lớn nhất được ghi nhận ở A. diagonalis là 11 cm. Trên đầu có ba dải chéo màu đỏ cam đến nâu sẫm. Một dải trắng dày bằng khoảng 1/3 vây hậu môn nằm ngay gốc, ra xa giáp với dải cam có viền xanh lam. Thân trắng xám, có các khoanh sọc màu nâu đỏ.
Số gai vây lưng: 7; Số tia vây lưng: 13; Số gai vây hậu môn: 1; Số tia vây hậu môn: 14; Số gai vây bụng: 1; Số tia vây bụng: 5; Số tia vây ngực: 19–20.

## Sinh thái
A. diagonalis sống cộng sinh với tôm gõ mõ Alpheus (như Alpheus bellulus).

## Thương mại
A. diagonalis đôi khi cũng là một thành phần trong ngành buôn bán cá cảnh.